# Rōnin
Rōnin (jap. 浪人) – w dosłownym tłumaczeniu z języka japońskiego słowo rōnin oznacza człowieka-falę, który, tak jak ona, toczy się tam, dokąd wieje wiatr (dokąd powiedzie go los). 

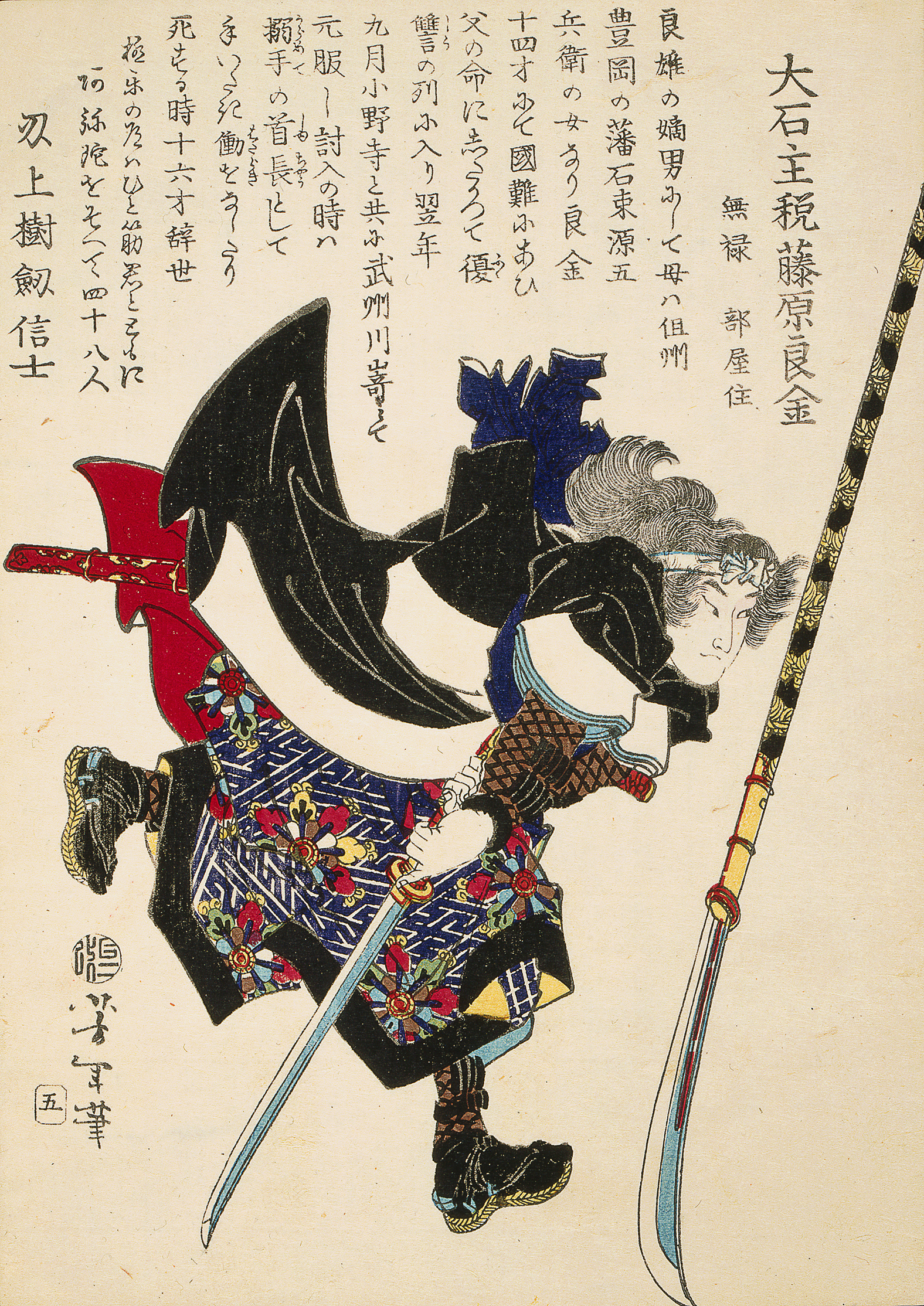
Ukiyo-e przedstawiające rōnina

Pierwotnie, w okresach Nara i Heian termin ten określał sługę (chłopa pańszczyźnianego), który zbiegł z majętności swego pana. W okresie 1185–1868, w feudalnej Japonii, terminem tym nazywano bezpańskich samurajów.

## Historia
Samuraj zostawał rōninem, gdy jego pan stracił majątek lub poparcie suwerena (np. sioguna czy daimyō) i tym samym przywileje, albo gdy pan zginął. Do roku 1603 samuraj mógł stosunkowo łatwo zmieniać pana, zawód lub nawet zawrzeć związek małżeński z kobietą należącą do innej klasy społecznej. Następnie, w 250-letnim okresie Edo, za panowania shōgunów rodziny Tokugawa, było to już całkowicie zabronione. Zmiana wykonywanej czynności, zmiana pana bez zgody poprzedniego i związki międzyklasowe były surowo zabronione, a ewentualne nieprzestrzeganie owych zakazów surowo karane. Sprawiło to, że spora liczba samurajów, aby uniknąć kary śmierci (często rozkaz wykonania seppuku), uciekała z domen feudalnych, w których służyli, a więc ze strefy wpływów swojego pana, stając się rōninami. Tradycyjnie, w kulturze japońskiej, bycie rōninem było hańbą i powodem pośmiewiska i poniżeń, z drugiej strony jednak często jedyną szansą zmiany pozycji i statusu społecznego.
Rōnin był dyskryminowany przede wszystkim przez innych samurajów, którzy brali mu za złe jego osobistą wolność i związany z nią tryb życia. Z rōninami związanych jest wiele opowieści sławiących ich odwagę w walce w obronie wieśniaków, zdanych na łaskę i samowolę aroganckich samurajów (p. Siedmiu samurajów). Nie brakuje jednak też negatywnych doniesień o rōninach, podkreślających ich niezdyscyplinowanie i gnuśność.
Rōnina można było często rozpoznać po jego fryzurze: jego włosy nie były, w przeciwieństwie do samuraja, gładko przyczesane czy też wygolone nad czołem. Jednym z bardziej znanych rōninów był Musashi Miyamoto, słynny ze swej sztuki walki mieczem.

## Rōninjako metafora
Rōnin określa w dzisiejszej Japonii potocznie ludzi bez pracy oraz tych, którzy nie zdali egzaminu wstępnego na uniwersytet lub do innej szkoły wyższej i są jak „fala kierowana wiatrem”. „Oficjalne” określenie tej grupy to ka-nendo-sei (jap. 過年度生).